# Paroisse de Derby
Pour les articles homonymes, voir Derby.
La paroisse de Derby est à la fois une paroisse civile et un ancien district de services locaux (DSL) canadien du Nouveau-Brunswick. Dans le cadre de la réforme de la gouvernance locale du 1er janvier 2023, le DSL a été annexé à la nouvelle communauté rurale de Miramichi River Valley.

## Toponyme

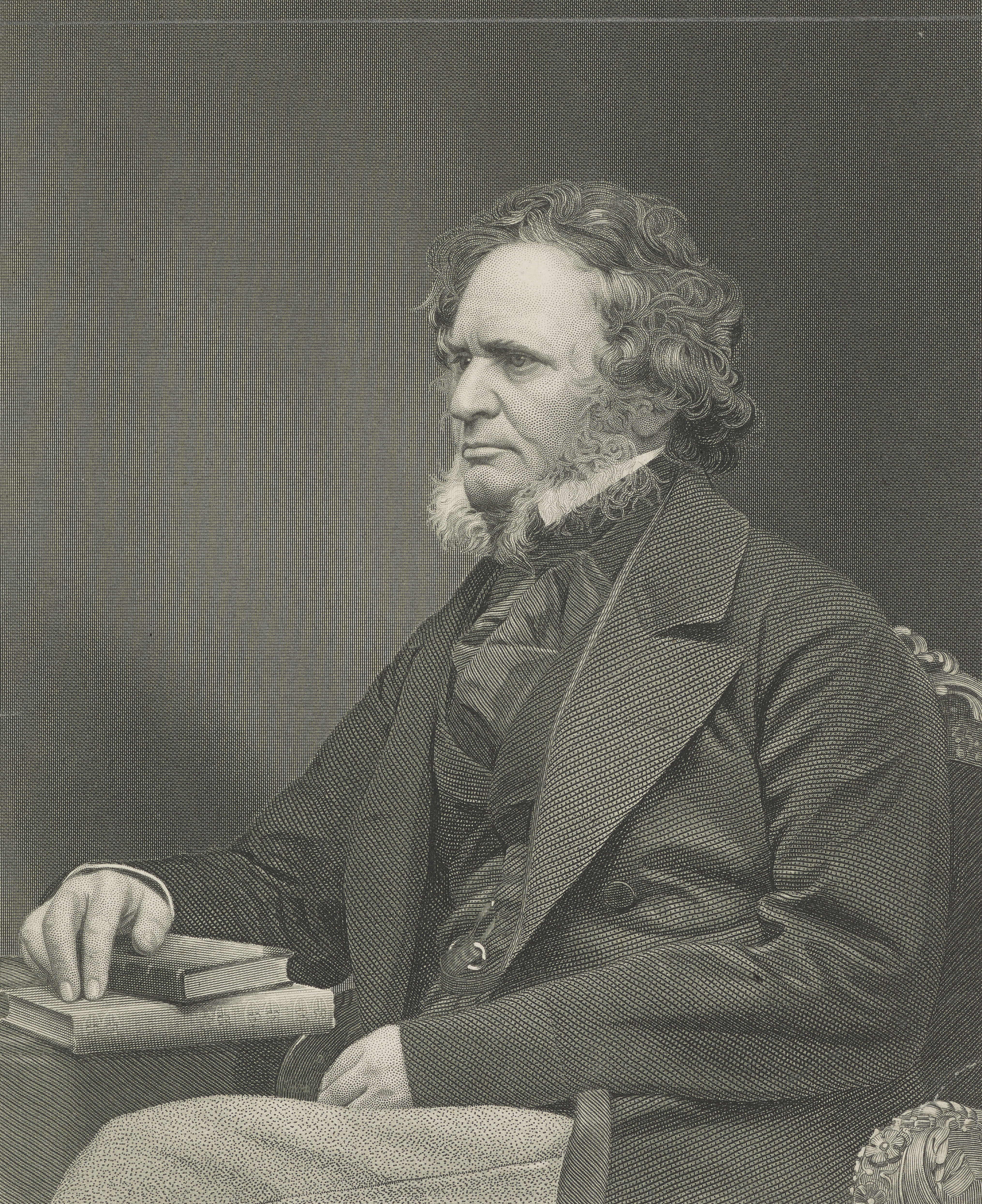
Le comte de Derby.

Derby est nommé ainsi en l'honneur d'Edward George Geoffrey Smith Stanley, 14e comte de Derby (1799-1869), qui était premier ministre du Royaume-Uni en 1859 à la création de la paroisse.

## Géographie

### Villages et hameaux
Le village de Derby est situé au centre du territoire, à l'intersection du chemin Parker et de la route 108. Bryenton est situé directement à l'ouest, sur la route 108 jusqu'à l'intersection avec le chemin. Millerton se trouve un kilomètre à l'est de Derby, et s'étend sur plus de 3 kilomètres le long de la route 108. Lower Derby s'étend encore plus à l'est, jusqu'à l'intersection avec la route 8.
À noter que Derby Junction est situé dans Miramichi et que Upper Derby est situé dans Renous-Quarryville.

## Histoire
Royaume de France (1636-1654)

 Royaume d'Angleterre (1654-1657)

 Royaume de France (1657-1674)

 Provinces-Unies (1674-1677)

 Royaume de France (1677-1690)

 Royaume d'Angleterre (1690-1692)

 Royaume de France (1692-1763)

 Royaume de Grande-Bretagne (1763-1801)

 Royaume-Uni de Grande-Bretagne et d'Irlande (1801-1867)

### Préhistoire (-1500 à 1636)
La paroisse de Derby est située dans le territoire historique des Micmacs, plus précisément dans le district de Sigenigteoag, qui comprend l'actuel côte Est du Nouveau-Brunswick, jusqu'à la baie de Fundy. Les Micmacs se servaient de Quoomeneegook, l'« île des Pins » ou l'île Boishébert de nos jours, comme lieu de campement et de cérémonies. En 1887, Chalmers mentionne un camp abandonné légèrement en amont de Derby Junction.

### Régime français (1636 à 1763)
En 1636, Nicolas Denys obtient une seigneurie au confluent des rivières Miramichi Sud-Ouest et Miramichi Nord-Ouest.
Au milieu du XVIIIe siècle, les Acadiens fondent plusieurs villages dans les environs de Miramichi mais leur population varie constamment. Ces villages étaient vraisemblablement situés à l'île Boishébert, à la pointe Wilson et à la pointe Canadian, en plus des villages construits à Burnt Church et à Baie-du-Vin. À partir de 1756, durant la Déportation des Acadiens, Charles Deschamps de Boishébert rassemble de nombreux réfugiés Acadiens à Miramichi. Boishébert fait construire une batterie à l'anse French Fort. Entre 1756 et 1758, plus de mille Acadiens meurent de faim et de froid. De 1757 à 1758, l'île Boishébert sert certainement de base pour les campagnes contre les Anglais et pour les renforts destinés à la forteresse de Louisbourg ainsi que de port de transbordement des marchandises destinées à cette dernière. En septembre 1758, le colonel James Murray détruit plusieurs hameaux de l'embouchure du fleuve. Il se peut que les hameaux de l'île Boishébert soient détruits en 1760 par John Byron, capitaine du Fame. Quoi qu'il en soit, ces hameaux sont déjà en ruine en 1785 et il y a dans les années précédentes un exode important des familles acadiennes vers le Québec.

### Du traité de Paris à nos jours
John Davidson s'établit à la pointe Wilson en 1764 et est rejoint par des colons écossais. À partir de 1785, des immigrants écossais et des Loyalistes de la vallée du fleuve Saint-Jean, incluant des soldats licenciés du 42e régiment des Highlanders de Nashwaak, s'établissent le long du fleuve Miramichi. Des immigrants irlandais s'établissent quant à eux dans les terres.
En 1825, le territoire est touché par les Grands feux de la Miramichi, qui dévastent entre 10 000 km2 et 20 000 km2 dans le centre et le nord-est de la province et tuent en tout plus de 280 personnes,.
La municipalité du comté de Northumberland est dissoute en 1966. La paroisse de Derby devient un district de services locaux en 1967.
L'école élémentaire et secondaire de premier cycle Millerton est inaugurée dans les années 1980.

## Démographie
| 2001  | 2006  | 2011 | 2016 |
| ----- | ----- | ---- | ---- |
| 1 122 | 1 068 | 998  | 976  |

## Économie
Entreprise Miramichi, membre du Réseau Entreprise, a la responsabilité du développement économique.

## Administration

### Comité consultatif
En tant que district de services locaux, Derby est en théorie administré directement par le Ministère des Gouvernements locaux du Nouveau-Brunswick, secondé par un comité consultatif élu composé de cinq membres dont un président. Il n'y a actuellement aucun comité consultatif.

### Commission de services régionaux
La paroisse de Derby fait partie de la Région 5, une commission de services régionaux (CSR) devant commencer officiellement ses activités le 1er janvier 2013. Contrairement aux municipalités, les DSL sont représentés au conseil par un nombre de représentants proportionnel à leur population et leur assiette fiscale. Ces représentants sont élus par les présidents des DSL mais sont nommés par le gouvernement s'il n'y a pas assez de présidents en fonction. Les services obligatoirement offerts par les CSR sont l'aménagement régional, l'aménagement local dans le cas des DSL, la gestion des déchets solides, la planification des mesures d'urgence ainsi que la collaboration en matière de services de police, la planification et le partage des coûts des infrastructures régionales de sport, de loisirs et de culture; d'autres services pourraient s'ajouter à cette liste.

### Chronologie municipale

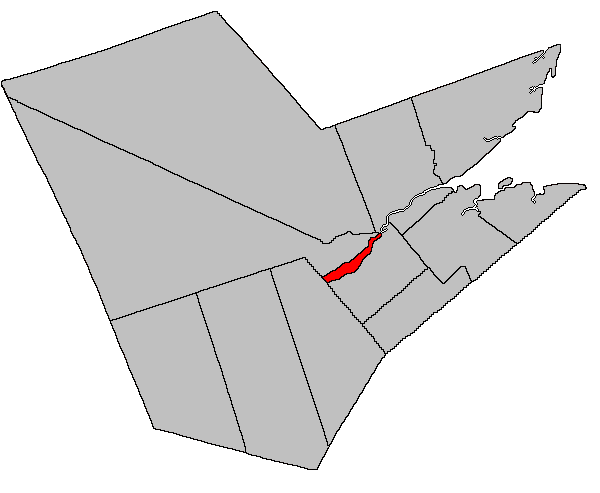
Situation sur une carte des paroisses civiles du comté de Northumberland (certains DSL et municipalités ne sont donc pas montrés).

### Représentation et tendances politiques
Nouveau-Brunswick: Derby fait partie de la circonscription provinciale de Miramichi-Sud-Ouest, qui est représentée à l'Assemblée législative du Nouveau-Brunswick par Jake Stewart, du Parti progressiste-conservateur. Il fut élu en 2010.
 Canada: Derby fait partie de la circonscription électorale fédérale de Miramichi, qui est représentée à la Chambre des communes du Canada par Tilly O'Neill-Gordon, du Parti conservateur. Elle fut élue lors de la 40e élection fédérale, en 2008.

## Vivre à Derby
L'école élémentaire et intermédiaire Millerton accueille les élèves de la maternelle à la 8e année. C'est une école publique anglophone faisant partie du district scolaire #16.
Le parc provincial The Enclosure ainsi que le site historique national de l'île Boishébert sont situés dans le territoire.
L'église St. Peter's est une église anglicane, faisant partie de la paroisse de Derby et Blackville. Derby compte aussi une église méthodiste et il y a une église presbytérienne à Millerton.
Le détachement de la Gendarmerie royale du Canada le plus proche est situé à Blackville. Le bureau de poste le plus proche est quant à lui à Miramichi.
Les anglophones bénéficient du quotidien Telegraph-Journal, publié à Saint-Jean et de l'hebdomadaire Miramichi Leader, publié à Miramichi. Les francophones bénéficient quant à eux du quotidien L'Acadie nouvelle, publié à Caraquet, ainsi que de l'hebdomadaire L'Étoile, de Dieppe.

## Culture

### Personnalités
- James Robinson (1852-1932), bûcheron, marchand et homme politique, né à Derby.